# 马萨诸塞州众议院
马萨诸塞众议院（英語：Massachusetts House of Representatives）是美国马萨诸塞总议会的下議院，共有160名议员，每届任期2年。现任議長为民主黨籍的羅恩·馬里亞諾，于2020年12月30日上任。